# Zorós
Os Zorós são um grupo indígena que habita o Noroeste do estado brasileiro do Mato Grosso, mais precisamente a Área Indígena Zoró. São da família linguística Mondé e falam a lingua Pangyjej como uma variante dialetal própria. E tem a língua portuguesa como a segunda língua.

## Etimologia
O nome Zoró tem origem na palavra monshoro (cabeça-seca), que significa um termo depreciativo na língua dos Suruís, que em épocas passadas eram vizinhos inimigos dos Zorós. A palavra monshoro foi abreviada para shoro e depois, com o passar do tempo, zoró. Os Zorós se autodenominam Pangyjej, mas utilizam a denominação Zoró para as relações com não índios, até mesmo utilizando-a como sobrenome para registros civis.

## Organização social

### Família
A descendência é via paterna, a mãe não define grau de parentesco. O cacique é chamado de  Zawi-ai e o pajé é chamado de Wãwã. Usam o termo Kutkut para designar avós e avôs, maternos e paternos, tio materno e tia paterna. Papa para pai e tio paterno. Ngaj para mãe e tia materna. Mbat para irmã e primas paralelas. Zano para irmão e primos paralelos. Netup para filhos próprios e filhos do irmão. Wajit para filhas próprias e filhas do irmão. Opep filhos da irmã e filhos da tia paterna. Õzaj para filhas da irmã e filhas da tia paterna. Nzerat para netos. Ma-kaman (filho dos outros) para filhos do tio materno.
Tradicionalmente, a preferencia era de casamentos endogâmicos, mais acentuada por casamentos avuncular e primos cruzados (filho do tio materno ou filho da tia paterna). E consideram incestuosa a união de primos paralelos (filho do tio paterno ou filho da tia materna). A poligamia era autorizada para os pajés, os guerreiros e alguns caciques.  E ocasionalmente ocorria casamentos com outras etnias. Atualmente, a poligamia é proibida, mas a preferência por casamento endogâmico permanece.

### Aldeia
A princípio, as aldeias eram formadas de uma a várias famílias extensas, consanguíneas. E possuíam uma política e economia própria. Moravam em malocas de formado oblongo, construídas de madeira e palha de babaçu. A distribuição espacial da aldeia se dava com um pátio para as atividades cotidianas e atividades coletivas, um curral cercado próximo a maloca, o bekã (oficina) onde confeccionavam armas, adornos corporais e recepcionavam os convidados das festas e a roça um pouco mais afastado da aldeia. A distribuição espacial da maloca se dava com uma área ao lado da porta reservada para o preparo do alimento e do outro lado uma área para o preparo da bebida chicha; logo após, um lado é reservado pelo cacique, e do outro, pelo pajé; seguindo, as áreas reservadas as famílias (filhos e irmãos) do cacique e do pajé, obedecendo ao lado onde estão ocupando; após, vem a área reservada para as outras pessoas ocupantes da maloca.
Nos anos de 1960, haviam 16 malocas entre dez aldeiasː Zabeap Wej, Pangyjej Tere, Joiki Wej, Jej Wej, Pama-Kangyn Ej, Maxin Ej, Ii-Andarej, Pewej, Angojej e Kirej. Foram identificadas mais 47 aldeias abandonadas pelo território Zoró.
Entre os anos de 1978 e 1992, a Funai aglutinou todos os Zorós em uma única aldeia, batizada de Bobyrej. Em 1984, a aldeia possuía 4 malocas e 31 casas quadrangulares com piso elevado e cozinha em anexo. E em 1992, a aldeia possuía 2 malocas e 71 casas. Atualmente, existem 24 aldeias autônomas, espalhadas pela Área Indígena Zoró.

## Costumes

### Funerários
Os mortos eram enrolados em rede e sepultados no interior da maloca, em uma cova de um pouco mais de um metro de profundidade. Não podiam dizer o nome dos mortos, os seus pertences eram destruídos e os animais domésticos eram sacrificados.

### Adornos corporais
Faziam uma tatuagem de um risco de coloração azulada no rosto, perfuravam o septo nasal para enfeitar com pena de arara e perfuravam no lábio inferior para a colocação do tembetá. E para ocasiões especiais, os homens usavam na cabeça o andarap, um cocar feito de penas encaixadas num aro duplo de taquara. Os homens eram responsáveis por confeccionar esses adornos no bekã (oficinas) e passar esses ensinamentos aos mais jovens.

### Festividades
A festa mais importante era o Gojanej, que celebrava a chegada do espírito das águas. Nesta festividade o xamã incorporava o espírito Malula (tatu canastra) e os participantes ofertavam presentes e serviam chicha e beijus de milho a este espírito. Cada família trazia um jacaré, que era abatido, preparado e servido na festa. A festa Zaga Puj contava com o xamã invocando os espíritos de proteção à caça, a extração de mel e a colheita de frutas. As famílias penduravam em varais os produtos cultivados. A festa Bebej (porco queixada) consistia na comunicação do xamã com o senhor dos porcos, para obter informações de auxilia a caça de porcos queixadas e a festa Gat Pi (caminho do sol) era em homenagem aos espíritos do mundo celestial.
Cada aldeia realizava uma das festas por ano e essas festas podiam durar até três meses de celebração. Os convidados para as festas, ao chegar, se direcionavam para o bekã, onde faziam as pinturas corporais, arrumavam os instrumentos musicas e enfeites.
Atualmente, com a entrada da ideologia religiosa evangélica nas aldeias, as festas pagãs foram proibidas.

### Rituais de passagem
Quando a jovem tinha a sua menarca, ia para um espaço reservado na maloca, destinado ao ritual de passagem. A jovem ficava isolada de quinze a quarenta dias. Quando encerrava o período de isolamento, o cabelo da jovem era cortado e a mãe começava a ensinar as tarefas destinadas as mulheres.
Os meninos passavam por vários rituais, como perfurar o nariz; furar o queixo para colocar o betig, que ia aumentando conforme o menino ficava mais velho; colocar a mão na formiga (Zujbirej)); para se tornar guerreiro ou caçador, era necessário colocar sumo de gengibre no olho para ter uma boa visão e mira.
Quando meninos e meninas completavam 10 anos, faziam uma tatuagem permanente no rosto, chamado de djori, quando chegavam aos 15 anos, davam sequencia na tatuagem e com 20 anos finalizavam a tatuagem.

### Divisão de trabalho
As mulheres eram responsáveis por plantar e colher o cultivo, Era plantado mandioca mansa, feijão, amendoim, tubérculos, banana, algodão, tabaco, pimenta, entre outros. A mandioca brava e o milho plantados eram utilizados para alimentos e para a fabricação das bebidas. Os homens eram responsáveis por derrubar a mata para a roça e pela caça, que poderia ser feita em grupo ou sozinho, durante o dia. Eles utilizavam arco e flechas e percorriam zonas de cinco a quinze quilômetros de distância da aldeia. Havia pescarias coletivas durante os períodos de seca, onde batiam timbós nos lagos ou usavam flechas para pescar nos rios.
Entre os anos de 1978 e 1992, o chefe do posto da Funai proibiu as caças e coletas durante a semana e obrigou os homens jovens e adultos a trabalharem na agricultura. Mulheres e crianças Zorós passaram a sofrer com a redução da quantidade e do valor nutritivo da alimentação, devido a redução da caça e da coleta, e restrição da distribuição de comida, que só era servido para os homens que trabalhavam na agricultura.

## Economia
Tradicionalmente, a economia dos Zorós se baseava na caça, horticultura, pesca e coleta. Nos anos de 1980, para ter uma renda, Zorós vendiam artesanatos ou trabalhavam na extração de borracha. Na década de 1990, a principal economia dos Zorós passou a ser o comércio de madeira. Com a renda desta atividade passaram a comprar gado e veículos, abriram estradas e construíram casas nas aldeias. Em meados de 1993, houve a interdição das atividades madeireiras na Terra Indígena Zoró.
Atualmente, algumas aldeias possuem um acordo com pecuaristas da região, onde os Zorós autorizam a pastagem do gado em suas terras e, em troca, o pecuarista faz pagamento anual com bezerros e capacitação de vaqueiros Zoró. Há também uma parceria com a Funai, através do Programa de Artesanato Indígena da Funai (Artindia), onde as mulheres Zorós podem obter uma renda com a venda regular de artesanato. E há a coleta e comércio de castanha-do-Brasil, que envolve quase todas as aldeias Zorós, através do Programa Integrado da Castanha (PIC). A Associação do Povo Indígena Zoró (APIZ), firmou contrato em parceria com a Cooperativa dos Agricultores do Vale do Amanhecer (Coopavam), que é responsável pela logística e escoamento da castanha.

## Educação
No ano de 1989, iniciou as aulas educacionais para os Zorós na aldeia Bobyrej, sendo ministradas por professores indígenas com cartilhas na língua Gavião. O aumento de escolas nas aldeias Zorós foi crescendo gradativamente com o passar dos tempos.
Atualmente, há quatro escolas da rede municipal e duas aldeias-escola da rede estadual trabalhando em regime de alternância, que atendem as próprias aldeias e as aldeias vizinhas. As escolas municipais atendem alunos da Educação Infantil (crianças de 4 e 5 anos) e Ensino Fundamental até o 4º ano. E as escolas estaduais atendem alunos do Ensino Fundamental ao 3º Ano do Ensino Médio. As duas principais instituições educacionais são a Aldeia Escola Zawã Karej Pangyjej (rede municipal) e a Aldeia Escola Zarup Wej (rede estadual).

## Religião

### Tradicional indígena
Nos cultos xamãnicos Zorós, acreditava-se em Gorá, o criador do mundo e dos homens. O paraíso celeste era Gat Pi (caminho do sol) e havia um mundo subterrâneo aquático perigoso. Acreditavam que todos os animais, minerais e vegetais são habitados por seres invisíveis que podem interferir na vida humana, causando dores e problemas de saúde. Os Gojanej eram espíritos aquáticos que habitavam tanto o mundo subterrâneo quanto o Gat Pi. De personalidade briguenta, junto com seus auxiliares espirituais e animais, podem tirar a paz dos Panderej (humanos) roubando-lhes o ixo (princípio vital), causando perda da consciência e dificuldades respiratórias. Os Gere Baj são seres invisíveis e maldosos que podem causar cefaleias repentinas e agudas, febres elevadas e diarreias nos Panderej, e se manifestam através de animais e de pajés. Os Doka são entidades do interior das serras que podem provocar desconforto e dores fortes quando atacam órgãos específicos.
O papel do Wãwã (pajé) era curar as dores e doenças, necessitando, em alguns casos, negociar com os seres causadores da enfermidade. Para essa função, o pajé recebia a ajuda dos Gere Bai que são espíritos amigos. Em alguns tratamentos, a aldeia fazia uma festa convidando as aldeias vizinhas e seus pajés. E a festa tinha danças, músicas e rituais de extração da doença ou busca do ixo.

### Evangelização
A ideologia religiosa da Igreja Batista foi apresentado aos Zorós no primeiro contato que tiveram com os missionários norte-americanos da Novas Tribos do Brasil (MNTB), no ano de 1978. Quando os Zorós retornaram para a aldeia Bobyrej, celebravam até cinco cultos por semana. Na década de 1980, a aldeia possuía pastores Zorós que faziam o batismo e os cultos. O culto passou a ser diário, sendo um pela manhã só para as mulheres e um à noite para todos. Os pajés foram afastados das funções de curandeiro, pois é considerada como algo muito ruim; os Zorós foram obrigados a usar roupas; os rituais, festas, músicas e bebidas fermentadas foram proibidas.

## História
Os Zorós tem origem nos grupos do povo de línguas Tupi-Mondé que migraram para as proximidades da foz do rio Aripuanã. No início do século XX, com guerras acirradas com outros grupos indígenas, conquistaram territórios desde a margem direita do rio Roosevelt até os córregos que formam o rio Madeirinha. Na década de 1930, sua expansão territorial foi parada, devido ao choque com grupos mais numerosos como os Cintas-Largas e os Suruís.
No ano de 1976, os Zorós tiveram o primeiro contato com os peões da Fazenda Castanhal e em em janeiro de 1977, entraram em confronto com peões. Depois desse contato, houve muitas mortes por epidemias de tuberculose, gripe, diarreia e malária. Em outubro de 1977, ocorreu o primeiro contato amistoso com os Zorós, através da expedição Frente de Atração da Funai chefiada pelo sertanista José do Carmo Santana. No primeiro momento, os Zorós só observavam o acampamento da expedição de longe e, depois de certificarem que os forasteiros eram pacíficos, vinte Zorós se aproximaram, pacificamente.
Em 1978, houve um ataque surpresa dos Suruís, em um ato de vingança, à aldeia Zawã Kej Alakit, onde morreram dois homens, uma mulher, uma jovem e uma criança. Os Zorós procuraram refúgio nas terras dos Gaviões, na Área Igarapé Lourdes. Durante esse breve período, conheceram os missionários norte-americanos da Missão Novas Tribos do Brasil (MNTB). Houve mais mortes por malária e hepatite.
Os funcionários da Funai reuniram os Zorós em uma única aldeia, chamada Bobyrej, localizada à leste do rio Branco, onde estava o posto da Frente de Atração. Neste período, em torno de 400 Zorós foram vacinados. No ano de 1980, mais uma vez os Zorós se refugiaram para a Área Igarapé Lourdes devido ao abuso de mulheres e maus tratos por funcionários da Funai. Os missionários da Missão Novas Tribos do Brasil (MNTB) puderam auxilia-los com remédios e tentaram converte-los às crenças cristãs. Alguns Zorós casaram com pessoas dos Gaviões, permanecendo na Área Igarapé Lourdes, outros retornaram para o posto da Frente de Atração Zoró.
Com a construção a estrada do Condomínio Lunardelli, autorizada pela Funai, facilitou invasores e grileiros explorarem os territórios indígenas. Em agosto de 1985, os Zorós sequestraram 3 invasores e só libertaram os reféns após a promessa da retirada de todos os invasores da Área Indígena Zoró, situados no Núcleo Quatorze de Abril. Com a grande repercussão da mídia nacional e internacional, a Funai contratou os serviços do Departamento de Serviço Geográfico do Exército (DSG) para a demarcação da Área Indígena Zoró.
Em 19 de fevereiro de 1987, a Área Indígena Zoró foi aprovada e, em 11 de março de 1987, foi declarada de ocupação dos Zoró. pelo Decreto de nº. 94.088. Depois dessas medidas, os órgãos governamentais demoraram a executar a retirada dos invasores da Área Indígena Zoró. Em 9 de abril de 1987, sob Lei Estadual de nº 5.112, o Governo do Estado de Mato Grosso criou o distrito Paraíso da Serra, localizada no interior da Área Indígena Zoró, devido a exigência dos invasores, alegando que cento e vinte mil hectares do território indígena que foi desmatado por eles mesmo, já residiam mais de 100 famílias e já possuía benfeitorias. E no ano de 1988, já haviam mais de 500 famílias em Paraíso da Serra.
Em outubro de 1988, guerreiros dos Cinta-largas, Suruís, Gaviões e Araras foram até madeireiros e posseiros para força-los a se retirar das terras dos Zorós. No retorno, um grupo foi emboscado por pistoleiros, matando o o ancião Yamner Suruí pelas costas. Alguns pistoleiros foram indiciados, mas não prenderam nenhum mandante.

Em 29 de outubro de 1991, sob o Decreto de nº 265, foi homologado 355.789,5492 hectares caracterizada como de ocupação tradicional e permanente indígena, denominada Área Indígena Zoró. E, em meados de 1992, ocorreu a desocupação, onde os invasores foram reassentados nos projetos Lontra e Filinto Müller.